# 新竹市文化局演藝廳
新竹市文化局演藝廳（英語：Hsinchu Performing Arts Center），前身為新竹市立演藝廳；隸屬於新竹市文化局表演藝術科，位於台灣新竹市北區。是以音樂演出為主、其次以戲劇、舞蹈演出之專業演藝場所。設立宗旨為提供當地市民之休憩場所，並提供於來自國內外不同團體之表演場所，為使新竹市在地提升文化素養與提升生活品質。是一座綜合型之表演中心。

## 沿革
- 2000年 3月11日開館[2]
- 2004年 7月1日改隸於新竹市文化局

## 組織架構
演藝廳是由新竹市文化局表演藝術科管理，其表演藝術活動由行政與技術業務所辦理。

## 設施
- 音樂廳：1092席
- 國際會議廳：148席
- 藝坊：
  - A展示區：100坪
  - B展示區：100坪
  - C展示區：70坪
- 舞蹈教室：70坪
- 竹影城跡：1300坪，為室外展示
- 停車場：700坪[3]

## 交通
- 大眾運輸
  - 北大教堂站 下車，經北大路步行至演藝路
新竹市公車12路、16路
  - 北大橋站
新竹市公車12路、16路、182路、世博1 號（雙城線） (2018年起停駛)
  - 文化中心站
新竹市公車12路、55路 (2020年起停駛)
  - 台鐵：
由新竹火車站前“中正路”步行至“北大路”右轉，再由“演藝路”進入
  - 高鐵：
“182高鐵新竹站—北大橋”之高鐵接駁車，於“北大橋”站下車
- 自行開車：
  - 新竹市交流道下至光復路一段直走，約五分鐘上東大路橋(往南寮方向)。下橋後直走至經國路迴轉即達
  - 南下一號省道經頭前溪至新竹市，右轉經國路一段直走約5分鐘，至東大路一段左轉即達
  - 北上一號省道至中華路三段，左轉經國路直走，至東大路一段右轉即達[4][5]

## 外部連結
- 北門街商圈
- 新竹市文化局演藝廳 （页面存档备份，存于）